# 弗朗索瓦·约瑟夫·勒菲弗
弗朗索瓦·约瑟夫·勒菲弗（法語：François Joseph Lefebvre，發音：[fʁɑ̃swa ʒɔzɛf ləfɛvʁ]；1755年10月25日—1820年9月14日）是法国大革命和拿破仑战争期间的法国军事指挥官，拿破仑皇帝的十八个帝国元帅之一。

## 生平
勒菲弗于1755年10月25日出生于阿尔萨斯的鲁法克。父亲是一位磨房主，以前参过军，当过骑兵军官。小勒菲弗本来打算成为一名牧师，但由于对军事有着强烈的兴趣，他最终于1773年9月10日加入了巴黎近卫军。经过十五年的漫长军旅生涯，他终于在1788年被提升为准尉。1789年他成为国王卫队的少尉，在护送国王外逃的途中曾两次负伤。1792年，他加入正规军，在第十三轻步兵团任上尉。不久提升为中央军团的将军助理。1793年12月2日升为准将旅长，时年38岁。
1794年6月26日，他的旅奉命在弗勒吕斯独立阻击由查理亲王率领的奥地利大军，在战斗中，他以极大的勇气坚守阵地，三次击退奥军的进攻，为此，在战斗结束后被提升为少将，调入霍希·克莱贝尔将军指挥的萨姆布雷-埃特-梅塞军担任一名师长，并在10月2日的阿尔登霍芬之战中战胜了奥军。此后，他的师成为莱茵军团的前卫师，于1795年9月从杜伊斯堡横渡莱茵河，并在奥普拉登、亨内夫、锡格堡、阿尔腾基兴等战斗中接连取胜。渡河战役结束后，他的师被派遣到比利时海岸，由赫希将军指挥。1798年赫希死后，部队由勒菲弗临时指挥，但后来又并入多瑙河军团，而勒菲弗仍指挥该军团的前卫师。因为在普富兰特夫之战中手臂受重伤，他不得不暂时离开军队，回国休养。但在回法国途中，他被任命为驻巴黎第十七师的师长，从而在11月9日—10日的雾月政变中起到了关键性的作用：他带领掷弹兵保护拿破仑免受愤怒的议员的围攻，并将500名议员赶出议会，保证了拿破仑顺利登上了第一执政的宝座。次年被任命为参议员，接着任参议院议长。1804年5月19日，他代表元老院宣布拿破仑为皇帝，随后被皇帝授予帝国元帅称号，时年49岁。
1805年，英国、俄罗斯、奥地利、瑞典、那不勒斯等国组成了第三次反法同盟，勒菲弗重披战袍，被任命为预备第二军团司令，指挥从罗尔、莱茵河以及摩泽尔地区征召的国民自卫队。1806年，接替莫蒂埃元帅任第五军军长，10月改任近卫军步兵司令。10月4日，参加了耶拿会战。1807年3月18日—5月27日，他成功地率领由波兰人和萨克森人组成的第十军击败了固守在但泽要塞的普鲁士-俄罗斯联军（普军12000人，俄军3个营），迫使其投降，从而控制了维斯杜河下游。此战为勒菲弗赢得了极大的声誉。1808年9月10日，因为在但泽的完美胜利，勒菲弗被封为但泽公爵。紧接着，他被任命为第四军（23000人）军长，随皇帝远征西班牙。9月15日，第四军首先进入西班牙，根据皇帝的部署，决定首先攻击位于突出部的布莱克军团（32000人）。10月31日，正当布莱克准备离开杜兰戈向法军进攻时，勒菲弗却出其不意，利用浓雾突袭西军阵地。布莱克措手不及，只得弃城而逃，仓促应战的西军为此还付出了伤亡1200余人的代价。次日，法军又乘胜占领西班牙北部重镇毕尔巴鄂。11月5日，勒菲弗率部协助维克多元帅所部在巴尔马塞达再次击败布莱克。11月11日，在埃斯皮诺萨将布莱克生擒活捉。1809年3月，他被召至德国，指挥由巴伐利亚人组成的第七军（34000人），接连在阿本斯贝格（4.20）和埃格缪尔（4.22）之战中取胜。5—10月，他在法国远征军的后方负责保护补给线，并平定了由安德烈阿斯·霍弗尔领导的蒂罗尔暴动，此后他被批准休息两年。
1812年，勒菲弗作为老近卫军（40000人）军长随皇帝远征俄罗斯。在俄国作战期间，他失去了唯一的儿子，但他强忍悲痛参加了1813年的德国战役，指挥近卫军转战于德累斯顿（8.26—27）和莱比锡（10.16—19）。在1814年的法国战役中，他参加了尚波贝尔（2.10）和蒙特米拉尔（2.11）的战斗。拿破仑一世退位后，于6月2日被复辟的波旁王朝指定为法国议员。拿破伦一世返回后，他再次被指定为议员，但因年老多病，不宜再参加户外活动，他仅能在上院中坐着参加一切活动。国王复辟后，虽然保留了他的元帅军衔，但免去了其上院议员的资格。1819年又恢复其议员资格，不过这已经没有意义了。1820年9月14日，勒菲弗在巴黎病逝，享年65岁。在逝世前几天，他已经为自己选好了墓地的位置，墓穴就与马塞纳元帅相邻，与佩里尼翁元帅和塞律里埃元帅相近。大概他希望在死后，也能和从前的老战友们在天堂重聚。

## 軼事
據說勒菲弗的一名友人曾到府恭賀他升遷，與談間友人對勒菲弗購置的豪宅表現得又羨又妒，勒菲弗對此則不發一語，他邀請友人到院子，並對他說:「我們來打個賭，我以三十步的距離向你開十槍，如果我沒打中，這間豪宅就歸你所有。」友人嚇得連忙拒絕。勒菲弗緩緩說道:「從我身邊呼嘯而過的子彈不下千發，而且都是在三十步的距離內發射。自那之後我才能享有如今的地位。」這句話可以說道盡了勒菲弗戎馬一生的本質。

## 评价
勒菲弗勇敢、诚实，他从不隐瞒自己的想法。他是一位有才能的指挥官、杰出的战术家、严明纪律的执行者。虽然他没有什么政治头脑，但他具备军人的一切优秀品质，他唯一的精神寄托就是部队。他十分关心下属，因此得到了下级将士的尊敬和爱戴。不论波兰人、萨克森人、巴伐利亚人还是法国人都喜欢他。絮歇元帅评价他说：“他用法兰西人的全部的热情和精力打动了外国人。随着这位卓越的元帅的去世，从莱茵河、多瑙河和维斯杜河畔传来了一片颂扬和叹息，汇成了一曲壮丽的大合唱”。